# Ералиев, Абзал Жумашович
Абзал Жумашович Ералиев — (каз. Абзал Жұмашұлы Ералиев, 28 марта 1960г, Кызылординская область) — государственный и общественный деятель Казахстана, Герой Труда Казахстана (2013 г.), Почетный гражданин Кызылординской области (2014 г), Президент Ассоциации производителей и переработчиков риса Кызылординской области на общественных началах (с 2008 г), Депутат Кызылординского областного маслихата (2012—2016), Депутат Мажилиса Парламента Республики Казахстан (с 24 марта 2016 г.), член партии «Нур Отан».

## Биография
Родился 28 марта 1960 года в нынешнем аульном округе имени Наги Ильясова Сырдарьинского района, Кызылординской области.
Его отец Жумаш (Ербатыр) Ералыулы (1917—2005), работал фельдшер-санинструктором в годы Великой Отечественной войны. В 1946 году по возвращении на родину 12 лет работал фельдшером в аульных округах Аламесек, Шымбогет, Акарык, Косарык, Бесыкты. В 1958—1987 годы был главным врачом участковой больницы аульного округа имени Наги Ильясова.
Мать — Кенжегуль Сарсенбайкызы (1932—1996), хранительница очага.

## Трудовая деятельность
- В 1982 году Абзал Ералиев окончил Кызылординский филиал Джамбульского гидромелиоративно-строительного института по специальности инженер-строитель.
- С 1982 по 1984 годы служил в рядах Советской армии.
- Трудовую деятельность начал в 1984 году в Кызылординском домостроительном комбинате мастером. До 1994 года около 10 лет работал мастером, прорабом, начальником монтажного участка в данной организации.
- В 1994 году создал компанию Полное товарищество «Абзал и Компания» специализирующуюся производством и переработкой риса и по 2016 год являлся его Директором.
- В 2008 году на общественных началах был избран президентом Ассоциации производителей и переработчиков риса.
- С 2012 года по 2016 год депутат Кызылординского областного маслихата.
- С 24 марта 2016 года Депутат Мажилиса Парламента Республики Казахстан.

## Награды и достижения
- Лауреат в номинации «Бизнесмен года» национальной премии «Любимец народа — 2015»;
- Лауреат в номинации «За поддержку и развитие спорта» премии «Алтын жүрек» (2015);
- Нагрудный знак «Құрметті Құрылысшы» Министерства национальной экономики Республики Казахстан (2015);
- Нагрудный знак «Дене шынықтыру мен спортты дамытуға сіңірген еңбегі үшін» Министерства культуры и спорта Республики Казахстан (2015);
- Юбилейная медаль «20 лет Конституции Казахстана» (2015);
- Звание Почетный гражданин Кызылординской области (2014);
- В 2013 году декабрьским Указом Президента Республики Казахстан за выдающиеся достижения в экономическим и социально-гуманитарном развитии Республики Казахстан был удостоен звания «Қазақстанның Еңбек Ері» и награждён орденом «Отан»;
- Нагрудный знак Министерства сельского хозяйства Республики Казахстан «Ауыл шаруашылығы саласының үздігі» (2013);
- Золотая медаль «МЕЦЕНАТ» за особые заслуги в области образования Республики Казахстан (2012);
- Указом Президента Республики Казахстан от 10 ноября 2011 года награждён юбилейной медалью «20 лет независимости Республики Казахстан»;
- Указом Президента Республики Казахстан от 7 декабря 2010 года за государственную и общественную деятельность и вклад в социально-экономическое и культурное развитие страны был награждён государственной наградой Республики Казахстан орденом «Құрмет»;
- Указом Президента Республики Казахстан от 25 августа 2005 года был награждён юбилейной медалью «10 лет Конституции Казахстана».

## Семья
Абзал Ералиев женат и имеет дочь и сына.
Жена — Алтынай Адикаримовна Ильясова, 1964 года рождения.
Дочь — Гульнур Ералиева, 1988 года рождения, окончила Казахстанский Институт менеджмента, экономики и прогнозирования.
Сын — Магжан Ералиев, 1989 года рождения, окончил Казахский Национальный Университет имени Аль-Фараби.